# Алан Бейтс
Сер Алан Артур Бейтс (англ. Alan Arthur Bates; 17 лютого 1934 — 27 грудня 2003) — англійський актор, який став відомим у 1960-х роках, коли знявся у фільмах від популярної дитячої історії Whistle Down the Wind до драми «Кухонна раковина» A Kind Любити.
Бейтс відомий грою з Ентоні Куїном у «Греку Зорбі», а також ролями у «Королі сердець», «Дівчині Георгія», «Далеко від божевільної юрби» та «Літувальниця», за яку він був номінований на премію «Оскар» як найкращий актор. У 1969 році він знявся у фільмі Кена Рассела «Закохані жінки» з Олівером Рідом і Глендою Джексон.
Бейтс зіграв головну роль у фільмах «Посередник», «Незаміжня жінка», «Ніжинський» і "Троянда " з Бетт Мідлер, а також у багатьох телевізійних драмах, зокрема «Мер Кастербріджа», «Колекція» Гарольда Пінтера, «Подорож навколо мого батька», Англієць за кордоном (в титрах Гая Берджесса) і Зграя брехні.
Він також з'являвся на сцені, зокрема в п'єсах Саймона Грея таких як Батлі та Інші заручені.

## Раннє життя

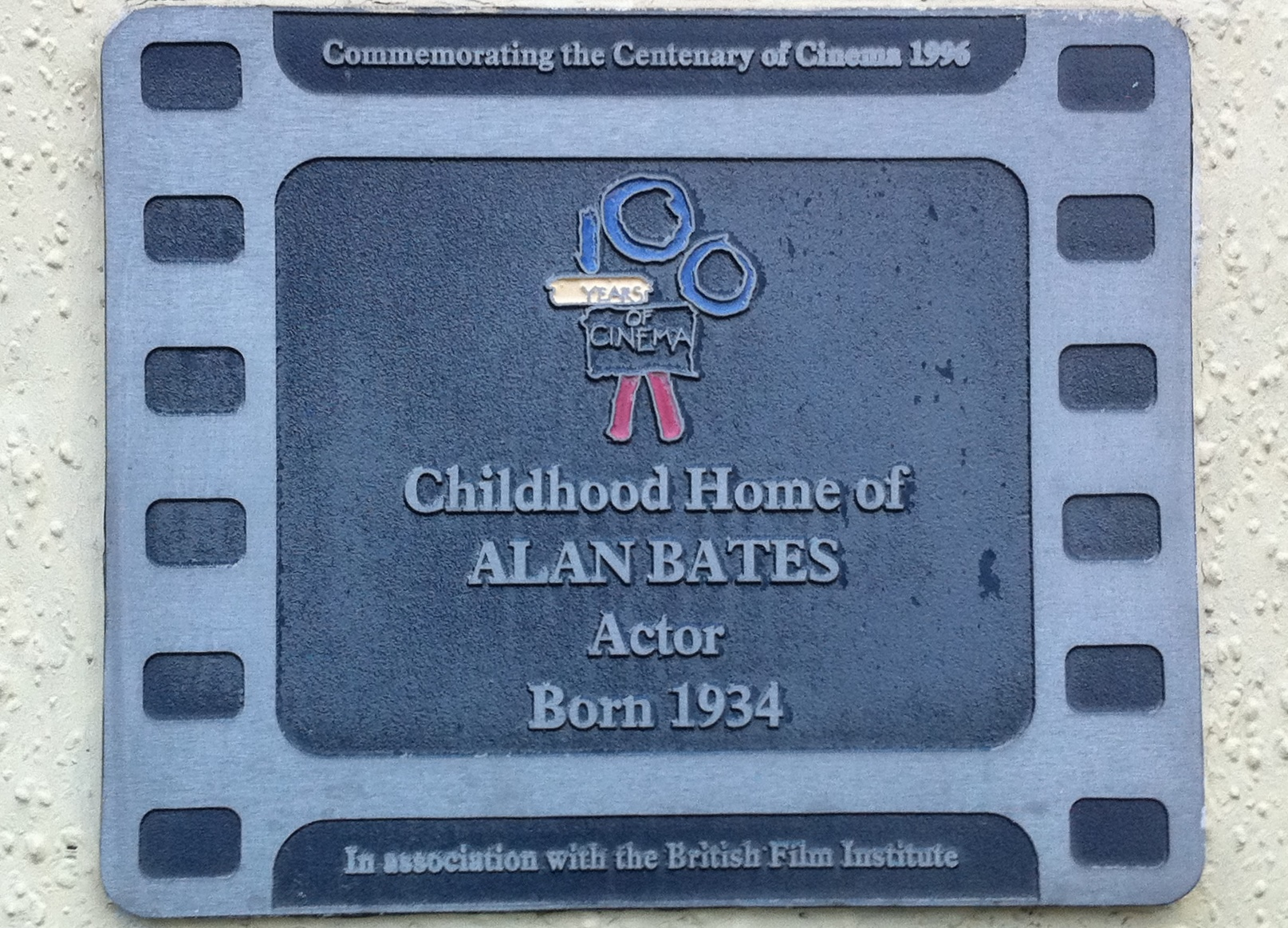
Синя меморіальна дошка на будинку дитинства Алана Бейтса — спільно з Британським інститутом кіно.

Бейтс народився 17 лютого 1934 року в будинку престарілих королеви Мері в абатстві Дарлі, Дербі, Англія, як старший із трьох хлопчиків, народжених Флоренс Мері (уроджена Уіткрофт), домогосподаркою та піаністкою, і Гарольдом Артуром Бейтсом, страховим брокером. і віолончелістом.
Вони жили в Аллестрі, Дербі, на момент народження Бейтса, але ненадовго переїхали до Міклевера, перш ніж повернутися в Аллестрі.
Обидва батьки були музикантами-аматорами, і заохочували Бейтса займатися музикою. Однак тільки до 11 років. Вирішивши стати актором, він замість цього вивчав театральне мистецтво. Він далі розвивав своє покликання, відвідуючи постановки в Маленькому театрі Дербі.
Бейтс здобув освіту в гімназії імені Герберта Стратта на Дербі-роуд, Белпер, графство Дербішир (нині «Струттс», волонтерський бізнес-центр), а пізніше отримав стипендію в Королівській академії драматичного мистецтва в Лондоні, де навчався з Альбертом. Фінні та Пітер О'Тул, перед від'їздом, щоб приєднатися до Національної служби Королівських ВПС Ньютона.

## Кар'єра

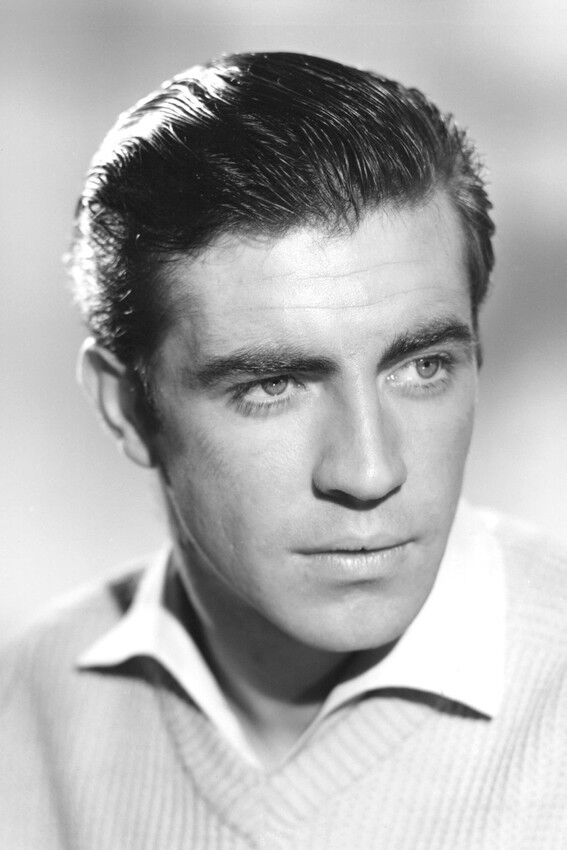
Головний знімок Бейтса для його дебютного фільму «Конферансій» (1960).

### Перші фільми
Сценічний дебют Бейтса відбувся в 1955 році в виставі "Ти і твоя дружина « в Ковентрі.
У 1956 році він дебютував у Вест-Енді як Кліфф у фільмі „Озирнись у гніві“ — роль, яку він отримав у Королівському дворі і зробила його зіркою. Він також зіграв цю роль на телебаченні (для ITV Play of the Week) і на Бродвеї.
Також був членом акторської трупи 1967 року на Стратфордському фестивалі в Канаді, виконавши головну роль у „Річарді III“.

### Телебачення
Наприкінці 1950-х років Бейтс знявся в кількох п'єсах для телебачення у Великобританії в таких шоу, як ITV Play of the Week, Armchair Theatre і ITV Television Playhouse.
В 1960 році з'явився в ролі Джорджіо в останньому епізоді телесеріалу „Чотири справедливих людини“ під назвою „Дамба Тревізо“.
Бейтс дебютував у фільмі „The Entertainer“ (1960) разом із Лоуренсом Олів'є. Бейтс працював у компанії Padded Wagon Moving Company на початку 1960-х років, виступаючи в театрі Circle in the Square у Нью-Йорку.

### Кінозірка
Бейтс зіграв головну роль у своєму другому повнометражному фільмі „Свист вітер“ (1961) режисера Брайана Форбса. Виконавши головну роль у A Kind of Loving (1962) режисера Джона Шлезінгера. Обидва фільми були дуже популярні, утвердивши Бейтса як кінозірку.
Кінокритики назвали фільм 1963 року »Людина, що біжить " одним із найкращих виступів Алана Бейтса. У фільмі Лоуренс Харві зіграв людину, яка інсценує свою смерть, а Бейтс у ролі другого плану — Стівена Меддокса, слідчого страхової компанії.
Бейтс взявся за екранізацію «Доглядача» Гарольда Пінтера (1963) з Дональдом Плезенсом і Робертом Шоу. Його режисером став Клайв Доннер, який потім зняв Nothing But the Best (1964) з Бейтсом.
Він підтримував Ентоні Квінна в «Грек Зорба» (1964) і Джеймса Мейсона в «Дівчині Джорджі» (1966). Бейтс повернувся на телебачення в епізодах Wednesday Theatre, знявся у фільмі Філіпа де Брока «Червовий король» (1966).
Бейтс товаришував зі Шлезінгером у фільмі «Далеко від божевільного натовпу» (1967), де знялася Джулі Крісті в головній ролі, а потім знявся у фільмі Бернарда Маламуда «Помічник» (1968), який приніс йому номінацію на премію «Оскар» за найкращу чоловічу роль.
У 1969 році він знявся у фільмі «Закохані жінки» режисера Кена Рассела з Олівером Рідом і Глендою Джексон, де Бейтс і Рід боролися оголеними. Після цього він з'явився в ролі полковника Вершиніна у фільмі Національного театру «Три сестри», режисером якого став Лоуренс Олів'є.

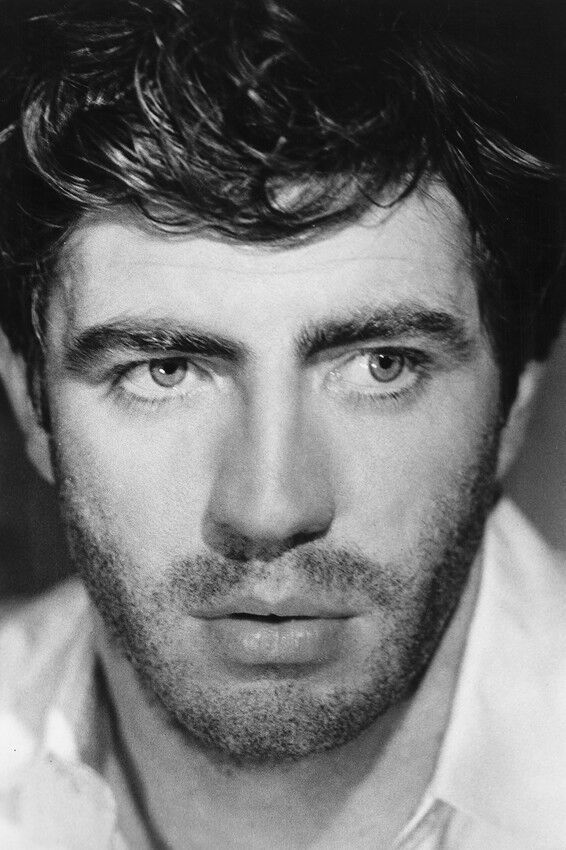
Бейтс в середині 1960-х років.

Бейтса обрав режисер Джоном Шлезінгером (з яким він раніше працював над фільмами A Kind of Loving і Far From The Madding Crowd) на головну роль доктора Деніела Гірша у фільмі Sunday Bloody Sunday (1971). Бейтс був затриманий на зйомках The Go-Between (1971) для режисера Джозефа Лоузі разом з Крісті, і він також став батьком приблизно в той час, тому йому довелося відмовитися від ролі. (Після цього роль дісталася Ієну Баннену, який відмовився від поцілунків і імітації сексу з іншим чоловіком, а потім Пітеру Фінчу, який за цю роль отримав номінацію на премію «Оскар»).
Актор зіграв головну роль у фільмі «День після смерті Джо Егга» (1972), а також продюсував і знявся в короткометражці «Second Best» (1972).
Він знявся в «Історії кохання» (1973), а також у деяких адаптаціях п'єс «Батлі» (1974) та «На святі» (1975).
Він був лиходієм у фільмі «Королівський спалах» (1975), з'являвся на телебаченні у «П'єсах на сьогодні» та версії «Колекції» Гарольда Пінтера «Колекція» Лоуренса Олів'є (1976).

### Телебачення (1970-80-ті)
Бейтс знявся в телефільмі «Пікаділлі Серкус» (1977) і «Мер Кастербріджа» (1978). В останньому він зіграв Майкла Генчарда, ролі, яку він описав як свою улюблену роль.
Знявся в таких міжнародних фільмах, як «Незаміжня жінка» (1978) і «Ніжинський» (1980), а також зіграв безжального бізнес-менеджера Бетт Мідлер у фільмі «Троянда» (1979). Він також був у фільмах «Крик» (1979) і «Дуже схожий на кита» (1980).
Він зіграв дві діаметрально протилежні ролі у фільмі «Англієць за кордоном» (1983), як Гай Берджесс, член кембриджської шпигунської групи, засланий у Москву, і у «Зграї брехні» (1987), агента британської секретної служби, який стежить за кількома радянськими шпигунами.

### Пізніша кар'єра
Актор продовжував працювати в кіно та на телебаченні в 1990-х, включаючи роль Клавдія у версії Гамлета Франко Дзеффіреллі (1990). У 2001 році він приєднався до зіркового акторського складу у драмі Роберта Олтмана, яка отримала визнання критиків, «Госфордський парк», у якій він зіграв дворецького Дженнінгса. Пізніше він зіграв Антонія Агріппу в телефільмі 2004 року «Спартак», але так і не дожив до його прем'єри. Фільм був присвячений його пам'яті та пам'яті письменника Говарда Фаста, який написав оригінальний роман, який надихнув Стенлі Кубрика на створення фільму «Спартак».
На сцені Бейтс мав особливу асоціацію з п'єсами Саймона Ґрея, з'являючись у фільмах «Батлі», «Інакше заручений», «Сцена вражена», «Диня», «Підтримка життя» та «Просто відключений», а також у фільмі про телесеріал Батлі та Ґрея «Неприродні погоні». У фільмі «Інакше заручений» його партнером був Ієн Чарлсон, який став другом, і Бейтс пізніше написав розділ у книзі 1990 року про свого колегу після ранньої смерті Чарлсона.

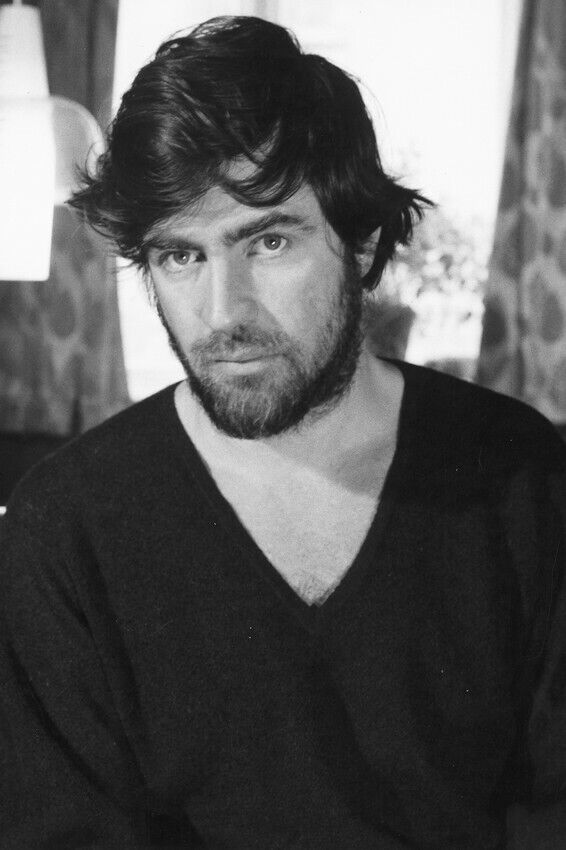
Рекламний кадр Бейтса, прибл. 1970 рік.

У 1996 році Бейтс був призначений командором Ордена Британської імперії (CBE), а в 2003 році був посвячений у лицарі Був покровителем Акторського центру, Ковент-Гарден, Лондон, з 1994 року до своєї смерті в 2003 році.

## Особисте життя
Бейтс був одружений на актрисі Вікторії Ворд з 1970 року до її смерті від серцевого нападу в 1992 році, хоча вони розлучилися багато років тому. У листопаді 1970 року у них народилися сини-близнюки, актори Бенедік Бейтс і Трістан Бейтс. Трістан помер після нападу астми в Токіо в 1990 році
У Бейтса було багато гомосексуальних стосунків, у тому числі з актором Ніколасом Грейсом і олімпійським фігуристом Джоном Каррі, як описано в авторизованій біографії Дональда Спото «Інакше заручений: життя Алана Бейтса». Спото охарактеризував сексуальність Бейтса як неоднозначну, і сказав, що «він любив жінок, але насолоджувався найтіснішими стосунками з чоловіками». Навіть після того, як гомосексуалізм був частково декриміналізований в Англії в 1967 році, Бейтс суворо уникав інтерв'ю та питань про своє особисте життя і навіть заперечував своїм коханцям, що в його натурі є гомосексуальний компонент. Протягом усього свого життя Бейтс прагнув, щоб його вважали чарівним і харизматичним, або, принаймні, як чоловіка, який, як актор, може здаватися привабливим для жінок і приваблювати їх. Він також вибрав деякі ролі з аспектом гомосексуалізму або бісексуальності, включаючи роль Руперта у фільмі 1969 року «Закохані жінки» та роль Френка у фільмі 1988 року «Ми думаємо про тебе».
В останні роки життя Бейтс підтримував стосунки з валлійською актрисою Ангарад Ріс.

## Смерть
Бейтс помер від раку підшлункової залози в грудні 2003 року після входу в кому. Він похований у церкві Всіх Святих у Бредборні в Дербіширі.

## Інакше залучений: Життя Алана Бейтса
Книга Дональда Спото «Інакше залучений: Життя Алана Бейтса» ( 2007) є посмертно авторизованою біографією Алана Бейтса. Вона був написана у співпраці з його сином Бенедіком і містить більше сотні інтерв'ю, зокрема з Майклом Ліннітом і Розаліндою Чатто.

## Театр Трістана Бейтса
Бейтс з членами родини створили театр Трістана Бейтса в Акторському центрі в Ковент-Гардені в пам'ять про його сина Трістана, який помер у віці 19 років Брат-близнюк Трістана, Бенедік, є заступником директора.

## Вибрані роботи
Фільми:
- Комедіант (1960)
- Різновид кохання (фільм) (1962)
- Доглядач (1963)
- Людина, що біжить (1963)
- Нічого, крім найкращого (1964)
- Грек Зорба (1964)
- Георгій дівчина (1966)
- Король червей (1966)
- Далеко від шаленої юрби (1967)
- Фіксатор (1968)
- Закохані жінки (1969)
- Три сестри (1970)
- Посередник (1971)
- День смерті Джо Егга (1972)
- Батлі (1974)
- На святі (1975)
- Крик (1978)
- Незаміжня жінка (1978)
- Роза (1979)
- Повернення солдата (1982)
- Ми думаємо лише про тебе (1988)
- Гамлет (1990)
- Госфорд Парк (2001)
- Людина-метелик (2002)
- Ціна страху (2002)

Вистави:
 
- Озирнись у гніві (1956)
- Довга денна подорож у ніч (1958)
- Доглядач (1960)
- Батлі (1971; 1973)
- Інакше заручений (1975)
- Для мене патріот (1983)
- Один на дорогу (1984)
- Fortune's Fool (1996; 2002)

Телебачення
 
- Мер Кастербріджа (1978)
- Подорож навколо мого батька (1982)
- Англієць за кордоном (1983)
- The Dog It It Is That Died (1989)
- 102 Boulevard Haussmann (1991) ‡
- Подорожі Олівера (1995)
- Подарунок від Миколая (1998)
- Любов у холодному кліматі (2001)